# DuckDuckGo
DuckDuckGo是一款網際網路搜尋引擎，其注重用戶私隱，及避免个性化检索所致的過濾氣泡。它與其他搜尋引擎不同的地方在於其不會分析自己的用戶、對所有使用同一組關鍵詞的用戶顯示同樣的結果。它也強調返回最佳結果，而不是最多網站連結之結果。它會在搜尋結果中引入其他獨立來源的內容，總數多於400個，其中包括像維基百科般的众包網站、其他搜尋引擎（如Bing、Yandex、Yahoo! Search）。在2021年3月，它平均每日處理的搜尋量達98,629,221宗。
其總部位於美國賓夕法尼亞州佩奧利市。截至2022年8月，它共有来自超过15个不同国家的180名員工。公司名稱源於一個兒童遊戲——「Duck duck goose」。
部分DuckDuckGo的源代码以Apache特許條款特許，由GitHub負責託管，不過核心部分仍是專有的。由該公司註冊的域名還包括ddg.gg、ddg.co、由Google轉讓的duck.com，它們皆為DuckDuckGo的短網址。

## 總覽
DuckDuckGo的搜尋結果彙集了超過400個來源的內容，包括Yahoo! Search BOSS、Wolfram Alpha、Bing、它的網路爬蟲程序DuckDuckBot。它也會使用源於众包網站的數據（包括維基百科），把它們填入頁面上方的資訊框內，用以作主題的簡要介紹和展示其他相關主題。
DuckDuckGo是一款定位為「把隱私放在第一位」的搜尋引擎。為此其不會儲存用戶的IP位址、記錄用戶的資訊、當用戶要求在用戶端儲存Cookies時才會設置之。DuckDuckGo的創始人蓋布瑞·溫伯格指出：「一言蔽之，我們的私隱政策就是在默認情況下不收集和分享用戶的個人資訊」，然而他們會記錄使用者所輸入的關鍵詞。
溫伯格為了提高他的搜尋引擎結果質量，而把一些他相信為內容農場的網站從中刪去，其中包括聘請了自由職業作者來擇寫每日4000多篇文章的EHow。溫伯格指它們是「為了在google搜尋引擎目錄中能獲得較佳的排名而產生的低質內容」。除此之外DuckDuckGo也會過濾含有大量廣告的頁面。

### 即時答案
除了經索引的搜尋結果，DuckDuckGo還會在頁面的上方顯示跟關鍵詞相關的「即時答案」。即時答案的內容源於第三方应用程序接口或靜態數據來源。即時答案也被稱為「zeroclickinfo」的原因在於它意圖直接向用戶返回其所需要的答案，而不是提供一系列可能含有答案的相關網頁以供用戶點選。截至2019年7月，可用的即時答案類型已有1236種。
即時答案的源代码是開放的，並寄存在GitHub上，使任何人都可以維護和修改之。

### Tor匿名服務
2010年8月，DuckDuckGo引入了只可通過Tor網絡訪問的匿名化搜尋服务，並開設一個專用的出口節點，以其為經由Tor訪問DuckDuckGo的首選節點。這能使流量在經過一系列受到加密的中繼後才路由至目的地，保障用戶的匿名性。溫伯格指出：「我認為這很符合我們的私隱政策。若你在使用Tor的同時以DDG搜尋網絡的話，你就能享有經過端到端加密的搜尋服务。除此之外，若你使用了我們經加密的主頁，你的搜尋活動同樣會受到端到端加密」。
2021年7月，DuckDuckGo推出了一个新的v3洋葱服务，新链接為duckduckgogg42xjoc72x3sjasowoarfbgcmvfimaftt6twagswzczad.onion。

### 語音搜尋
DuckDuckGo在2011年引進了語音搜尋服務，但只有在Google Chrome安裝了相關擴充功能的用戶才能使用。

### Bangs
DuckDuckGo擁有一系列的「!Bang」關鍵詞，這能讓用戶從DuckDuckGo跳轉至特定的第三方網站進行搜尋，其格式為「!〔代表某個特定網站的關鍵詞〕〔搜尋關鍵詞〕」或「〔搜尋關鍵詞〕 !〔代表某個特定網站的關鍵詞〕」（可用半角或全角），例如「!g wikipedia」即表示從DuckDuckGo跳轉到Google，要其搜尋「wikipedia」這一關鍵詞。截至2019年4月，DuckDuckGo共有12,345個bangs關鍵詞，以供用戶跳轉至不同網站進行搜尋。在2018年12月，共有約2,000個bangs關鍵詞遭到刪除，其中一些因網站關閉而被刪去，另一些則因為責任問題而被刪除（例如連結至盜版分享網站）。

### 同步
DuckDuckGo不會以帳號的方式來儲存及同步用戶的偏好設定，反之會用一則對應某設置的密碼來實現同步。用戶可通過在其他裝置輸入密碼來載入某一裝置的設定。

### 商業模式
DuckDuckGo以顯示來自Yahoo－Bing搜尋網絡的廣告，以及跟亞馬遜和eBay合作的方式來賺取收入。

## 歷史
2008年2月29日，蓋布瑞·溫伯格在宾夕法尼亚州福吉谷推出DuckDuckGo。溫伯格是一名實業家，曾經建立社交網站Names Database。DuckDuckGo在創建時的支出完全由溫伯格個人負擔，現在則由一些網頁廣告收入來分擔費用，不過用戶也可以選擇停止顯示廣告。它的搜索引擎是由Perl寫成的，並在nginx、FreeBSD、Linux上運行。DuckDuckGo是一款以各大型搜索服务商（比如Yahoo! Search BOSS）為基的應用程式介面，因此TechCrunch上有報導指它是一个「混合的」搜索引擎。當被問及為什麼取這個被認為可笑的網站名稱時，溫伯格如此解釋：「說實話，它就是某天突然靈光一現地出現在腦海，而且我很中意。它當然是源自，或說受到「Duck duck goose」（跟「丢手绢」類近的一款遊戲）的影響，但除此之外沒有其他的關聯或隱喻。」DuckDuckGo曾在TechCrunch的Elevator Pitch Friday上亮相。在BOSS Mashable挑战赛中，DuckDuckGo进入了决赛圈。
2010年6月，蓋布瑞·溫伯格启动了DuckDuckGo社区网页让大众报告使用问题，讨论如何推广搜尋引擎，寻求新功能以及讨论开放源代码。
2011年1月，DuckDuckGo因在舊金山架設了一塊寫有「Google會跟蹤你，我們不會」的廣告牌，而獲得了關注。
2011年10月，合廣投資公司投资了DuckDuckGo。DuckDuckGo在合廣投資公司的合作伙伴布拉德·伯納姆说：「我们注资DDG，是因为我们相信只有它有能力改变搜索引擎之间的竞争，而现在正是时候」。除此之外，Trisquel、Linux Mint、Midori網絡瀏覽器已在之前把DuckDuckGo設為預設搜尋引擎。
在2012年5月，DuckDuckGo平均每日處理的搜尋量达到150萬宗。溫伯格指它在2011年的收入為115,000美元，僱用了3名員工及一些外判商。Compete.com估计在2012年4月，總共有266,465名獨立訪客訪問該網站。2011年4月13日，Alexa显示DuckDuckGo前三个月的造訪量增长率达到了51%。DuckDuckGo自身的網站流量統計顯示，在2012年8月其每天平均造訪量為1,393,644次，高於2010年4月的平均造訪量39,406次（能獲得的最早數據）。《华盛顿邮报》在2012年11月指出，截至2012年10月，DuckDuckGo每月所處理的搜尋量達到45,000,000宗。該篇報導結論道：「溫伯格充滿雄心的目標使其成為古怪而又危險的線上競爭對手。他可以做到Google和Bing做不到的事；若他們效法DuckDuckGo，就會破壞其商業模式。如果用戶們發現自己更偏好於DuckDuckGo的作風，溫伯格就能在不作任何嘗試的情況下，改變現有的局面。這是一埸不對稱的數碼戰，合廣投資公司的DuckDuckGo擁護者稱Google十分脆弱」。
GNOME在2013年9月26日發佈的GNOME Web3.10中把DuckDuckGo設為預設搜尋引擎，這一設置於其後版本中維持不變。
2014年6月，DuckDuckGo成为iOS 8和OS X Yosemite的Safari的搜尋引擎選項之一。苍月浏览器自24.4.0版起（3月10日釋出）把DuckDuckGo設為預設搜尋引擎，並把其顯示於起始頁內。2014年5月，DuckDuckGo透過DuckDuckHack對測試版用戶釋出了重新設計的改版。該改版於2014年5月21日正式釋出，並以更智能的答案和更優雅的外觀為改變重心。它增設了詳多新的功能，包括圖像搜尋、在地化搜尋、搜尋建議、天氣、食譜。
2014年9月3日，DuckDuckGo在中国大陆被防火長城域名污染，通过修改Hosts文件可以直接访问。
2014年11月10日，DuckDuckGo成為Firefox的搜尋引擎選項之一。2016年5月30日，Tor專案公司把DuckDuckGo設為Tor瀏覽器的預設搜尋引擎。
2016年7月，DuckDuckGo正式宣布延長與Yahoo!的合作關係，以為用戶提供新功能，包括日期過濾功能和更多的網站鏈接。它亦跟Bing、Yandex、維基百科存有合作關係，以便提供更多的結果和功能。DuckDuckGo強調它正如在政策上所寫的般，不會與夥伴公司共享用戶信息。
2018年1月23日，DuckDuckGo改進了其瀏覽器擴展和流動應用程式，確保用戶「在搜尋框以外」同樣安全。經過改進的擴展和應用程式包括一個評級工具，它會根據網站有否加密及跟蹤器的多寡進行評級，此外還會對跟蹤器進行封鎖。該瀏覽器擴展還會提供摘自評分服務「服務條款；不看」（Terms of Service; Didn't Read）的網站服務條款摘要。
2018年12月，Google將域名Duck.com的所有權轉讓給DuckDuckGo。目前尚不清楚DuckDuckGo是否曾為該域名付錢。
2019年1月15日，DuckDuckGo宣布所有與地圖和地址有關的搜尋皆將由Apple Maps提供部分資訊，範圍涵蓋桌上電腦和移动设备。
2019年3月，Google把DuckDuckGo設為Chrome的預設搜尋引擎選項之一。
2021年7月，DuckDuckGo推出了电子邮件转发功能电子邮件保护，该功能可让用户声明该服务生成的“@duck.com”电子邮件地址。该收件箱将接收电子邮件并在将它们转发到用户的私人电子邮件地址之前将其删除数据跟踪器。该功能在 Beta 版中面向 DuckDuckGo iOS 和 Android 应用程序的用户推出。
2022年5月，DuckDuckGo被爆出允許微軟的追蹤器，創辦人Gabriel Weinberg在Twitter承認，因與微軟有廣告合作，所以會在保障用戶隱私前提下提供相關性廣告。雖然Weinberg聲稱會保護用戶隱私，但仍因此引起廣大用戶疑慮。於同年8月，DuckDuckGo宣布移除微軟追蹤器。

## 評論
《時代雜誌》作者哈里·麥克拉肯（Harry McCracken）於2011年6月發表的評論中高度讚揚DuckDuckGo，並將它與作者最愛的漢堡餐廳In-N-Out漢堡比對：
它（DuckDuckGo）看起來很像早期的Google，首頁沒有任何點綴。正如In-N-Out漢堡店不做拿鐵、沙拉、聖代、或是煎蛋，DDG也沒有嘗試去做新聞、部落格、書籍、或圖像搜尋。這裡沒有自動完成或者即時結果，只有最基本的網路搜索、十個連結。不管它的批評者如何說，這種基本的搜尋引擎在今日仍然作用很大……至於它的搜尋結果質量，我倒不是說溫伯格找到了相較於強大的Google團隊能挖出相關度更高的搜尋結果之方法，但是DuckDuckGo……在搜尋有用的站點這方面已經十分優秀。這裡的搜尋結果都很充實、率直，而沒有充斥垃圾。
DuckDuckGo在其發表評論後進行了改版，並已加入自動完成及即時結果。麥克拉肯後把其名列在《時代雜誌》的「2011年度50大最佳網站」之中。
湯姆·郝瓦達（Thom Holwerda）在為《OSNews》評估各大搜尋引擎時，讚掦DuckDuckGo對私隱的重視及跳轉至其他特定網站搜尋的快捷方式。並批評Google「跟蹤你差不多所有的活動」，這一批評主要是基於美國政府會把相關活動資訊視作傳喚證據的風險而作。在2012年，Google對批評其為壟斷企業的指責進行了回應，在回應中Google把DuckDuckGo視為競爭對手看待。溫伯格對此感到「捧腹不已般的高興」。
学习编程的开源社区自由编程营（Free Code Camp）创始人昆西·拉森说“如果有人对谷歌极度不放心，他会强烈推荐他们使用另一款搜索引擎DuckDuckGo。……谷歌的创建以黑客伦理为基础，他们在某些方面是把原则置于利润之上的” 。

## 流量
| DuckDuckGo  | Twitter的logo，一个风格化的小蓝鸟 |
| @DuckDuckGo | Twitter的logo，一个风格化的小蓝鸟 |

它花了1,445天來達至100萬的搜尋量，
用了483天來達至200萬，
之後只用了8天就過了300萬：https://duckduckgo.com/traffic/
2013年6月18日

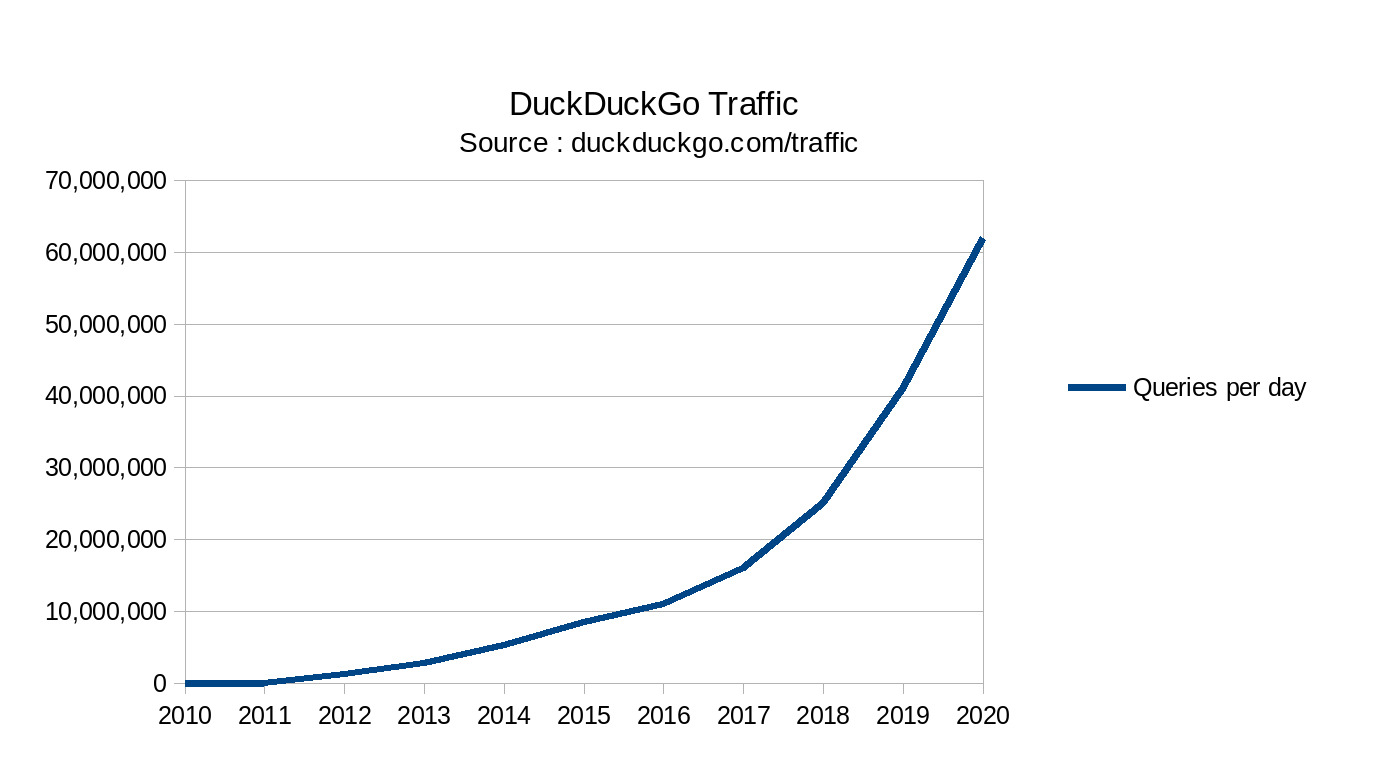
DuckDuckGo在2010年到2020年間的每日流量

DuckDuckGo官方表示其流量在2013年6月有顯著的上升趨勢。2013年6月17日，DuckDuckGo在其Twitter頁面上發文指其每天平均處理的直接搜尋量達300萬宗；相比之下5月每天平均只有180萬宗。一些來源稱此一趨勢跟稜鏡計畫的披露有關。技術專家丹尼·沙利文（Danny Sullivan）在搜尋引擎行銷教學網站Search Engine Land上稱，儘管相關數字的確有所增長，但「其還不能夠顯著地反映用戶因私隱原因，而作的任何實質性改變，甚至些微的改變也不能從中看出……沒有人會關注『具有私隱性的』搜尋」 。《旧金山纪事报》的迦勒·耶林（Caleb Garling）對此回應道：「我認為這篇文章在邏輯上犯了一些根本性的錯誤，因為流量的確增加了，且可從中看出作者對DuckDuckGo的理解有限」。
到了2013年9月，DuckDuckGo每天平均處理的搜尋量達400萬宗；在2015年6月達1000萬宗；此一數字後於2017年11月翻倍。
截至2021年3月，DuckDuckGo每日處理的平均累積搜尋量達98,629,221宗。此外每月處理的搜尋量於2019年1月突破了1億大關。

## 外部連結
- 官方网站